# Danh sách thủ đô Ai Cập
Thủ đô hiện tại của Ai Cập là Cairo. Tuy nhiên, trong lịch sử, thủ đô của Ai Cập đã nhiều lần thay đổi.

## Danh sách thủ đô Ai Cập cổ đại
Đây là danh sách các thủ đô của Ai Cập theo thứ tự thời gian.
- Thinis (vị trí hiện tại không rõ chưa biết) (trước năm 2950 TCN) là thủ đô đầu tiên của Thượng và Hạ Ai Cập
- Memphis: (2950 TCN - 2180 TCN) - các triều đại I-VIII
- Herakleopolis Magna: (2180 TCN - 2060 TCN) - các triều đại IX và X
- Thebes: (2135 TCN - 1985 TCN) - triều đại XI
- Itjtawy: (1985 TCN - khoảng năm 1700 TCN) - triều đại XII đến triều đại XIII trước Merneferre Ay
- Avaris: (1715 TCN - 1580 TCN) - triều đại XIV đến triều XV (Hyksos)
- Thebes: (khoảng năm 700 TCN - khoảng năm 1353 TCN) - triều đại XIII có thể bắt đầu từ Merneferre Ay, sau đó là triều đại XVI đến triều đại XVIII trước Akhenaten
- Akhetaten: (khoảng năm 1353 trước Công nguyên - khoảng 1332 TCN) - Akhenaten của triều đại XVIII
- Thebes: (khoảng 1332 TCN - 1279 TCN) - triều đại XVIII và triều đại XIX trước Ramesses II
- Memphis: Triều đại XIX chỉ trong thời kỳ Seti I
- Pi-Ramesses: (1279 TCN - 1078 TCN) - triều đại XIX bắt đầu từ triều đại Ramesses II và triều đại XX
- Bubastis/Tanis: (1078 TCN - 945 TCN) - triều đại XXI
- Bubastis / Tanis: (945 TCN - 715 TCN) - triều đại XXII
- Tanis hoặc rất có thể Thebes: (818 TCN - 715 TCN) - triều đại XXIII
- Sais: (725 TCN - 715 TCN) - triều đại XXIV
- Napata / Memphis (715 TCN - 664 TCN): Nhà cai trị triều đại Kushite XXV đóng đô tại Napata, Sudan nhưng cai trị Ai Cập từ Memphis
- Sais: (664 TCN - 525 TCN) - triều đại XXVI

Triều đại XXVII là người Ba Tư.
- Sais: (404 TCN - 399 TCN) - triều đại XXVIII
- Mendes: (399 TCN - 380 TCN) - triều đại XXIX
- Sebennytos: (380 TCN - 343 TCN) - XXX triều đại

XXXI triều đại là người Ba Tư.
- Alexandria: (332 TCN - 641 AD) - thời kỳ Hy Lạp-La mã

Thời kỳ Hồi giáo:
- Fustat: (641 AD - 750 AD)
- Al-Askar: (750 - 868 AD)
- Al-Qata'i: (868 - 905 AD)
- Fustat: (905 - 969 AD)
- Cairo: thủ đô hiện tại kể từ năm 969 Công nguyên